# Hartman Toromba
Hartman Toromba (ur. 2 listopada 1984 w Windhuku) – piłkarz namibijski grający na pozycji obrońcy.

## Kariera klubowa
Karierę piłkarską Toromba rozpoczął w klubie Black Africa Windhuk. W jego barwach zadebiutował w 2003 roku w namibijskiej Premier League. W 2004 roku zdobył z nim NFA-Cup.
Od lata 2006 roku Toromba występował w Republice Południowej Afryki. W latach 2006–2008 grał w Black Leopards, a następnie przez sezon był piłkarzem Free State Stars. W 2009 roku przeszedł do drugoligowego Vasco da Gama.

## Kariera reprezentacyjna
W reprezentacji Namibii Toromba zadebiutował w 2003 roku. W 2008 roku w Pucharze Narodów Afryki 2008 rozegrał 2 spotkania: z Ghaną (0:1) i z Gwineą (1:1).